# Islandsflug
Islandsflug war eine isländische Fluggesellschaft mit Sitz auf dem Flughafen Reykjavík. Sie betrieb  Flugzeuge der Muster Airbus A300-600, Airbus A310-300, ATR 42, Boeing 737-200, Boeing 737-300 sowie Boeing 737-400 – unter anderem im Wet-Lease für Air France und Trans Mediterranean Airways. Anfang 2005 wurde Islandsflug mit der ebenfalls isländischen Air Atlanta Icelandic unter der Holding-Firma Avion Group vereinigt.